# Michel Jean

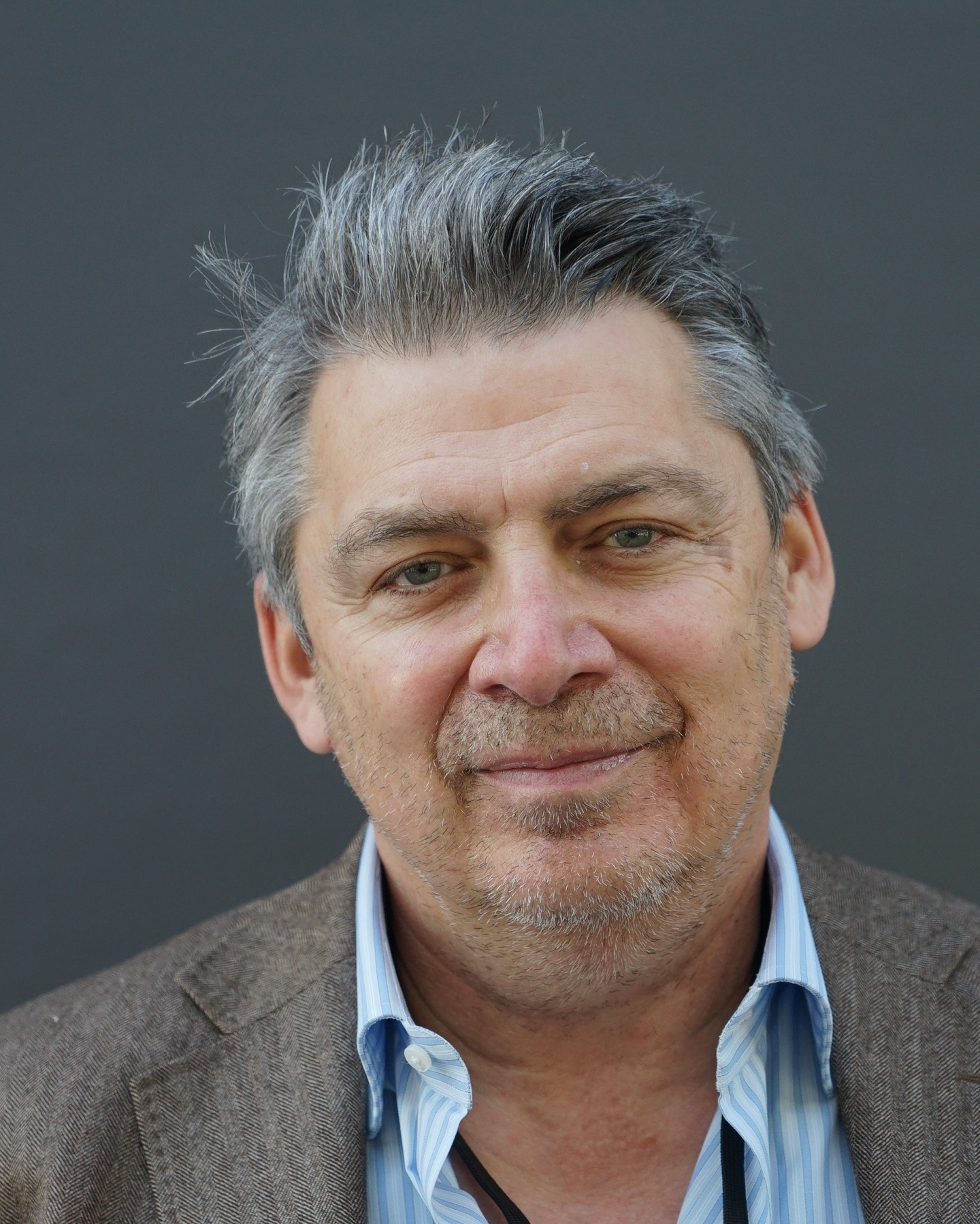
Michel Jean (2021)

Michel Jean (* 22. März 1960 in Alma, Kanada) ist ein kanadischer Autor, Journalist und Nachrichtensprecher. Er schreibt in Französisch und ist der einzige autochthone Journalist, der in der Provinz Québec im Fernsehen auftritt.

## Leben und Werk
Michel Jeans Mutter ist eine Innu der Première Nation von Mashteuiatsh, Saguenay–Lac-Saint-Jean. Seine Großmutter wurde noch in der Wildnis geboren, die Mutter musste das Reservat verlassen, als sie einen Weißen heiratete. Michel war schon als Kind ein begeisterter Leser. Er absolvierte ein Masterstudium im Fach Geschichte an der Université du Québec à Montréal und arbeitet seit 1985 als Journalist.
Im Jahr 2007 veröffentlichte Jean einen Verbraucherratgeber. Auf Anregung seines Verlagslektors schrieb er 2008 den Roman Envoyé spécial, der auf Ereignissen basiert, die er als Journalist im Ausland erlebte. Bis November 2021 veröffentlichte Jean acht weitere Romane, die er neben seiner Tätigkeit bei Rundfunk und Fernsehen verfasste.
Sein Werk Le vent en parle encore (auch unter dem Titel Maikan erschienen) erzählt die Geschichte der Internatsschulen, in die 80.000 autochthone Kinder im Alter von fünf Jahren, von ihren Eltern getrennt, zur Zwangsassimilation eingewiesen wurden. Jean hatte das Thema im Rahmen seiner Arbeit für Radio-Canada in der Provinz Saskatchewan und Toronto recherchiert und behandelt. In Saskatchewan wurde die letzte Internatsschule 1996 geschlossen. Die Vorgänge waren erst im 21. Jahrhundert Gegenstand einer Versöhnungskommission.
Jeans Bestseller Kukum wurde 2020 mit dem Prix littéraire France-Québec ausgezeichnet. Er erzählt das Leben der Urgroßmutter des Autors und den Innu von Pekuakami. Almanda war eine weiße Frau, die sich für den Lebensstil der Innu-Gemeinde entschied, indem sie den 16-jährigen Thomas Siméon heiratete. Als einziger Nichtfranzose war Jean im selben Jahr Finalist beim Jacques-Lacarrière-Preis.

« C’est l’occasion de m’exprimer sur des sujets qui sont plus personnels que ce que le journalisme me permet. ... Ça me permet de raconter les histoires des Autochtones parce que nos histoires n’existent nulle part. Elles ne sont pas dans les livres d’histoire et on ne les apprend pas à l’école. Si nous, on ne les écrit pas, qui va les écrire? »

„Dies ist die Gelegenheit, mich zu Themen zu äußern, die persönlicher sind, als es mir der Journalismus erlaubt. ... Es erlaubt mir, die Geschichten der Autochthonen zu erzählen, weil unsere Geschichten nirgendwo existieren. Sie stehen nicht in Geschichtsbüchern und werden nicht in der Schule gelehrt. Wenn wir sie nicht aufschreiben, wer schreibt sie dann?“

Die Autoren A. E. van Vogt, Romain Gary und Ryszard Kapuscinski hatten einen großen Einfluss auf Michel Jeans literarisches Schaffen.

## Auszeichnungen (Auswahl)
- 2006: Prix Judith-Jasmin in der Kategorie „Nachrichten“
- 2020: Prix littéraire France-Québec für Kukum
- 2021: Prix Nature Nomade für Kukum.

## Werke
Romane:
- Envoyé spécial. Stanké, Montréal 2008; 2011. ISBN 978-2-89455-669-6,
- Un monde mort comme la lune. Montréal 2009; 2014. ISBN 978-2-89722-000-6.
- Une vie à aimer. Montréal 2010; 2014. ISBN 978-2-92366-274-9.
- Elle et nous. Montréal 2012; 2016 ISBN 978-2-76480-558-9.
  - Atuk, elle et nous. Libre Expression, Montréal 2021. ISBN 978-2-76481-495-6.
- Le vent en parle encore. Montréal 2013; 2015.
  - Maikan. La Roche-sur-Yon 2021. ISBN 978-2-902039-18-0.
- La belle mélancolie. Libre Expression, Montréal 2015. ISBN 978-2-76481-104-7.
- Tsunamis. Libre Expression, Montréal 2017. ISBN 978-2-76481-200-6.
- Kukum. Libre Expression, Montréal 2019; La Roche-sur-Yon 2020. ISBN 978-2-902039-09-8.
- Tiohtiá:ke. Libre Expression, Montréal 2021. ISBN 978-2-764814-13-0.

Herausgeber:
- mit Marie Josée Turgeon: Pourquoi cours-tu comme ça? Stanké, Montréal 2014. ISBN 978-2-76041-161-6.
- Amun. Stanké, Montréal 2016; La Roche-sur-Yon 2019. ISBN 978-2-902039-02-9.
  - Amun. (englisch) Exile Editions, Holstein Ontario 2020.
  - Amun. (deutsch) Wieser, Klagenfurt 2020. ISBN 978-3-99029-386-7.
- Wapke. Stanké, Montréal 2021. ISBN 978-2-76041-279-8.

Kurzgeschichte (Auswahl):
- Wo bist du? – Where are you? – Où es-tu? Jeweils in: Amun. (siehe oben)

Ratgeber:
- mit Karyne Boudreau und Elsa Babaï: JE. Le guide de survie du consommateur québécois. Trécarré, Montréal 2007. ISBN 978-2-89568-348-3.